# Alarik Hagård
Set Anders Alarik Hagård (i riksdagen kallad Hagård i Borås), född 2 januari 1888 i Habo, Skaraborgs län, död 12 oktober 1956 i Borås (Gustav Adolf), var en svensk lasarettssyssloman och riksdagspolitiker.
Hagård tillhörde Högerpartiet och var fr. o. m. mandatperioden 1941–1944 riksdagsledamot i Andra kammaren där han representerade sitt parti i valkretsen Älvsborgs läns södra valkrets.